# Pallacanestro maschile agli XI Giochi panamericani
Il Campionato maschile di pallacanestro agli XI Giochi panamericani si è svolto dal 3 al 17 agosto 1991 a L'Avana, a Cuba, durante gli XI Giochi panamericani. La vittoria finale è andata alla nazionale portoricana.

## Squadre partecipanti
- Argentina
- Bahamas
- Brasile
- Canada
- Cuba
- Messico
- Porto Rico
- Stati Uniti
- Uruguay
- Venezuela

## Prima fase

### Girone A
| Squadra    | G | V | P | PF  | PS  | DP  |
| ---------- | - | - | - | --- | --- | --- |
| Brasile    | 4 | 4 | 0 | 339 | 247 | +92 |
| Porto Rico | 4 | 3 | 1 | 357 | 334 | +23 |
| Messico    | 4 | 2 | 2 | 311 | 320 | -9  |
| Uruguay    | 4 | 1 | 3 | 283 | 327 | -44 |
| Canada     | 4 | 0 | 4 | 259 | 321 | -62 |

### Risultati
| L'Avana 4 agosto 1991 | Brasile | 94 – 72 | Uruguay |  |

| L'Avana 4 agosto 1991 | Porto Rico | 95 – 77 | Canada |  |

| L'Avana 5 agosto 1991 | Brasile | 85 – 55 | Canada |  |

| L'Avana 6 agosto 1991, ore 13:00 | Porto Rico | 102 – 100 | Messico |  |

| L'Avana 6 agosto 1991, ore 18:00 | Uruguay | 62 – 61 | Canada |  |

| L'Avana 7 agosto 1991 | Brasile | 81 – 58 | Messico |  |

| L'Avana 8 agosto 1991, ore 13:00 | Porto Rico | 98 – 78 | Uruguay |  |

| L'Avana 9 agosto 1991, ore 15:30 | Messico | 79 – 66 | Canada |  |

| L'Avana 10 agosto 1991, ore 10:30 | Messico | 74 – 71 | Uruguay |  |

| L'Avana 10 agosto 1991, ore 20:30 | Brasile | 79 – 62 | Porto Rico |  |

### Girone B
| Squadra     | G | V | P | PF  | PS  | DP  |
| ----------- | - | - | - | --- | --- | --- |
| Stati Uniti | 4 | 4 | 0 | 386 | 293 | +93 |
| Argentina   | 4 | 2 | 2 | 354 | 348 | +6  |
| Venezuela   | 4 | 2 | 2 | 331 | 342 | -11 |
| Cuba        | 4 | 1 | 3 | 329 | 343 | -14 |
| Bahamas     | 4 | 1 | 3 | 333 | 407 | -74 |

### Risultati
| L'Avana 3 agosto 1991                    | Stati Uniti | 92 – 88 (47-50) | Cuba |  |
| \| \| \| \| \| Jackson 22 \| Punti \| \| |             |                 |      |  |
|                                          |             |                 |      |  |
| Jackson 22                               | Punti       |                 |      |  |

| L'Avana 4 agosto 1991 | Bahamas | 104 – 96 (d.1t.s.) (?, 86-86) | Argentina |  |

| L'Avana 5 agosto 1991                    | Stati Uniti | 91 – 66 (43-37) | Venezuela |  |
| \| \| \| \| \| Jackson 18 \| Punti \| \| |             |                 |           |  |
|                                          |             |                 |           |  |
| Jackson 18                               | Punti       |                 |           |  |

| L'Avana 6 agosto 1991, ore 15:50         | Stati Uniti | 87 – 81 | Argentina |  |
| \| \| \| \| \| Jackson 17 \| Punti \| \| |             |         |           |  |
|                                          |             |         |           |  |
| Jackson 17                               | Punti       |         |           |  |

| L'Avana 6 agosto 1991, ore 20:30 | Cuba | 99 – 90 | Bahamas |  |

| L'Avana 7 agosto 1991 | Venezuela | 84 – 70 | Cuba |  |

| L'Avana 8 agosto 1991, ore 18:00 | Venezuela | 96 – 81 | Bahamas |  |

| L'Avana 9 agosto 1991, ore 18:30        | Stati Uniti | 116 – 58 | Bahamas |  |
| \| \| \| \| \| Dehere 21 \| Punti \| \| |             |          |         |  |
|                                         |             |          |         |  |
| Dehere 21                               | Punti       |          |         |  |

| L'Avana 9 agosto 1991, ore 20:30 | Argentina | 77 – 72 | Cuba |  |

| L'Avana 10 agosto 1991, ore 18:00 | Argentina | 100 – 85 | Venezuela |  |

## Seconda fase
|  | Quarti di finale | Quarti di finale |            |             | Semifinali      | Semifinali      |  |  | Finale 1º posto | Finale 1º posto |
|  |                  |                  |            |             |                 |                 |  |  |                 |                 |
|  |                  |                  |            |             |                 |                 |  |  |                 |                 |
|  |                  |                  |            |             |                 |                 |  |  |                 |                 |
|  | Brasile          | 92               |            |             |                 |                 |  |  |                 |                 |
|  | Brasile          | 92               |            |             |                 |                 |  |  |                 |                 |
|  | Cuba             | 96               |            |             |                 |                 |  |  |                 |                 |
|  | Cuba             | 96               | Cuba       | 87          |                 |                 |  |  |                 |                 |
|  |                  |                  | Cuba       | 87          |                 |                 |  |  |                 |                 |
|  |                  | Messico          | 93         |             |                 |                 |  |  |                 |                 |
|  | Messico          | Messico          | 93         | 91          |                 |                 |  |  |                 |                 |
|  | Messico          |                  |            | 91          |                 |                 |  |  |                 |                 |
|  | Argentina        | 77               |            |             |                 |                 |  |  |                 |                 |
|  | Argentina        | 77               | Messico    | 65          |                 |                 |  |  |                 |                 |
|  |                  |                  | Messico    | 65          |                 |                 |  |  |                 |                 |
|  |                  | Porto Rico       | 77         |             |                 |                 |  |  |                 |                 |
|  | Porto Rico       | Porto Rico       | 77         | 111         |                 |                 |  |  |                 |                 |
|  | Porto Rico       |                  |            | 111         |                 |                 |  |  |                 |                 |
|  | Venezuela        | 104              |            |             |                 |                 |  |  |                 |                 |
|  | Venezuela        | 104              | Porto Rico | 73          | Finale 3º posto | Finale 3º posto |  |  |                 |                 |
|  |                  |                  | Porto Rico | 73          | Finale 3º posto | Finale 3º posto |  |  |                 |                 |
|  |                  | Stati Uniti      | 68         |             |                 |                 |  |  |                 |                 |
|  | Uruguay          | Stati Uniti      | 68         | 68          | Cuba            | 74              |  |  |                 |                 |
|  | Uruguay          |                  |            | 68          | Cuba            | 74              |  |  |                 |                 |
|  | Stati Uniti      | 114              |            | Stati Uniti | 93              |                 |  |  |                 |                 |
|  | Stati Uniti      | 114              |            |             | 93              |                 |  |  |                 |                 |
|  |                  |                  |            |             |                 |                 |  |  |                 |                 |
|  |                  |                  |            |             |                 |                 |  |  |                 |                 |

### Finali 5º - 7º posto
|  | Semifinali 5º/8º posto | Semifinali 5º/8º posto | Semifinali 5º/8º posto |           |         | Finale 5º posto | Finale 5º posto | Finale 5º posto |  |
|  |                        |                        |                        |           |         |                 |                 |                 |  |
|  | Brasile                | Brasile                | 95                     |           |         |                 |                 |                 |  |
|  | Brasile                | Brasile                | 95                     |           |         |                 |                 |                 |  |
|  | Argentina              | Argentina              | 64                     |           |         |                 |                 |                 |  |
|  | Argentina              | Argentina              | 64                     |           | Brasile | Brasile         | 90              |                 |  |
|  |                        |                        |                        |           | Brasile | Brasile         | 90              |                 |  |
|  |                        |                        | Venezuela              | Venezuela | 88      |                 |                 |                 |  |
|  | Venezuela              | Venezuela              | Venezuela              | Venezuela | 88      | 85              |                 |                 |  |
|  | Venezuela              | Venezuela              |                        |           |         | 85              |                 |                 |  |
|  | Uruguay                | Uruguay                | 79                     |           |         | Finale 7º posto | Finale 7º posto | Finale 7º posto |  |
|  | Uruguay                | Uruguay                | 79                     |           |         |                 |                 |                 |  |
|  |                        |                        |                        |           |         |                 |                 |                 |  |
|  |                        |                        |                        |           |         | Argentina       | Argentina       | 71              |  |
|  |                        |                        |                        |           |         | Argentina       | Argentina       | 71              |  |
|  |                        |                        |                        |           |         | Uruguay         | Uruguay         | 64              |  |

### Finale 9º - 10º posto
| L'Avana 11 agosto 1991 | Bahamas | 75 – 62 | Canada |  |

### Quarti di finale
| L'Avana 11 agosto 1991 | Cuba | 96 – 92 (d.1t.s.) | Brasile |  |

| L'Avana 12 agosto 1991 | Porto Rico | 111 – 104 | Venezuela |  |

| L'Avana 12 agosto 1991 | Messico | 91 – 77 | Argentina |  |

| L'Avana 12 agosto 1991                  | Stati Uniti | 114 – 68 | Uruguay |  |
| \| \| \| \| \| Murray 16 \| Punti \| \| |             |          |         |  |
|                                         |             |          |         |  |
| Murray 16                               | Punti       |          |         |  |

### Semifinali 5º - 8º posto
| L'Avana 15 agosto 1991 | Venezuela | 85 – 79 | Uruguay |  |

| L'Avana 15 agosto 1991 | Brasile | 95 – 64 | Argentina |  |

### Semifinali
| L'Avana 15 agosto 1991 | Messico | 93 – 87 | Cuba |  |

| L'Avana 15 agosto 1991                    | Porto Rico | 73 – 68 (29-37) | Stati Uniti |  |
| \| \| \| \| \| \| Punti \| 16 Williams \| |            |                 |             |  |
|                                           |            |                 |             |  |
|                                           | Punti      | 16 Williams     |             |  |

### Finale 7º - 8º posto
| L'Avana 16 agosto 1991 | Argentina | 71 – 64 | Uruguay |  |

### Finale 5º - 6º posto
| L'Avana 16 agosto 1991 | Brasile | 90 – 88 | Venezuela |  |

### Finale 3º - 4º posto
| L'Avana 17 agosto 1991                            | Stati Uniti | 93 – 74 (56-44) | Cuba |  |
| \| \| \| \| \| Murray, Williams 15 \| Punti \| \| |             |                 |      |  |
|                                                   |             |                 |      |  |
| Murray, Williams 15                               | Punti       |                 |      |  |

### Finale 1º - 2º posto
| L'Avana 17 agosto 1991 | Porto Rico | 77 – 65 | Messico |  |

## Classifica finale
| Pos. | Squadra     | Formazione |
| ---- | ----------- | --- |
|      | Porto Rico  | Porto Rico4 Ortiz, 5 López, 6 Gause, 7 Pellot, 8 Mincy, 9 Carter, 10 Colón, 11 Rivas, 12 Morales, 13 de León, 14 Alicea, 15 Soto, All. Raymond Dalmau                      |
|      | Messico     | Messico4 Castellanos, 5 Reyes, 6 Torres, 7 R. González, 8 E. González, 9 Willis, 10 Robles, 11 López, 12 Sánchez, 13 Arroyos, 14 Martínez, 15 Montes, All. Arturo Guerrero |
|      | Stati Uniti | Stati Uniti4 Bennett, 5 Dehere, 6 T. Hill, 7 Williams, 8 Jackson, 9 Murray, 10 Keefe, 11 G. Hill, 12 Weatherspoon, 13 Laettner, 14 Montross, 15 Peplowski, All. Gene Keady |
| 4.   | Cuba        | Cuba4 Á. Caballero, 5 Abreu, 6 O. Caballero, 7 Luaces, 8 Díaz, 9 Dubois, 10 Pérez, 11 Borrell, 12 Rivero, 13 Duquesne, 14 Simón, 15 Guibert, All. Carmelo Ortega           |
| 5.   | Brasile     | Brasile4 Paulinho, 5 Guerrinha, 6 Gerson, 7 Pipoka, 8 Rolando, 9 Fernando Minucci, 10 Maury, 11 Marcel, 12 Luiz Zanon, 13 Evandro, 14 Luisão, 15 Josuel, All. José Medalha |
| 6.   | Argentina   | Argentina4 Pérez, 5 Tourn, 6 Maggi, 7 de la Fuente, 8 Bernardi, 9 Milanesio, 10 Darrás, 11 Cortijo, 12 Uranga, 13 Espil, 14 Oroño, 15 Osella, All. Carlos Boismené         |
| 7.   | Uruguay     | Uruguay4 Costa, 5 Larrosa, 6 Blanc, 7 Núñez, 8 Granger, 9 Perdomo, 10 Capalbo, 11 Tito, 12 Szczygielski, 13 Koster, 14 Guerra, 15 Tucuna, All. Javier Espíndola            |
| 8.   | Bahamas     | Bahamas4 Russell, 5 Dean, 6 Cutter, 7 Adderley, 8 Wilson, 9 Nicholls, 10 Ferguson, 11 Sears, 12 Hinds, 13 Pinder, 14 Rose, 15 Knowles, All. -                              |
| 9.   | Canada      | Canada4 Vickery, 5 Stewart, 6 Dixon, 7 Johnson, 8 Urosevic, 9 Jebbison, 10 Bekkadam, 11 Byrne, 12 Keane, 13 Steinfeld, 14 Petterson, 15 McKay, All. Jerry Hemmings         |
| 10.  | Venezuela   | Venezuela4 Díaz, 5 Portillo, 6 Nelcha, 7 Solórzano, 8 Becker, 9 Jiménez, 10 Shepherd, 11 Herrera, 12 Sosa, 13 Estaba, 14 Olivares, 15 Walcott, All. Julio Toro             |